# كلود كريكويليون
كلود كريكويليون مواليد 11 يناير 1957 في بلجيكا - الوفاة 18 فبراير 2015 في بلجيكا، كان دراج بلجيكي سابق في صنف سباق الدراجات على الطريق. فاز ببطولة العالم لسباق الدراجات على الطريق في 1984.

## وصلات خارجية
- الموقع الرسمي

## روابط خارجية
- كلود كريكويليون على موقع أرشيف الدراجات (الإنجليزية)
- كلود كريكويليون على موقع إحصائيات الدراجات الإحترافية (الإنجليزية)
- كلود كريكويليون على موقع CycleBase (الإنجليزية)